# 아나키스트 혁명연합
아나키스트 혁명연합(일본어: アナキスト革命連合 아나키스토카쿠메이렌고[*])은 1969년 오사카에서 조직된 일본의 신좌파 정파다. 이념적으로는 아나키즘 성향이었다. 약칭 아나혁련(アナ革連, ARF).
아나키즘의 한계였던 소집단주의를 넘어, 관서 지방의 주요 아나키즘 조직들이 모두 집결해 조직된 통일조직이었다. 구성원은 약 500여명. 조직이론과 양식은 바쿠닌주의에 가깝다고 할 수 있다. 마르크스주의 정파들에 대해서 비판적으로, 혁공동 중핵파 등과 팽팽하게 경쟁했다. 한편 공산동 적군파와는 종종 공동투쟁 관계에 있었다.
반국가주의, 반공주의 입장에서 오키나와 해방과 남사할린 및 쿠릴 열도의 전면 해방을 주장했다.
오사카 시립대학, 오사카 외국어대학, 오사카 교육대학, 오사카 예술대학, 모모야마 학원대학, 간사이 대학, 간사이 학원대학, 류코쿠 대학, 교토 대학, 하나조노 대학 등의 대학에 거점조직이 있었다. 
1969년 10월 오사카 예술대학 봉쇄투쟁으로 사수대가 궤멸당하고, 10.21 투쟁의 총괄을 둘러싸고 분열했다. 이후 후속 조직으로 아나키스트 사회혁명전선(혁명전선), 또 거기서 분열된 무정부공산주의자동맹(아나키스트공산동)이 있다.